# Pie
Pie er en betegnelse, på engelsk, der ikke kun dækker over hvad der på dansk kaldes for tærte, men også andre lignende retter fx hvor dejen er udskiftet med kartoffelmos så som Shepard's_pie.
| Mad og drikke | Spire Denne artikel om mad og drikke er en spire som bør udbygges. Du er velkommen til at hjælpe Wikipedia ved at udvide den. |